# Borneostubbstjärt
Borneostubbstjärt (Urosphena whiteheadi) är en mycket liten och kortstjärtad fågel i familjen cettisångare inom ordningen tättingar. Den förekommer på ön Borneo i Stora Sundaöarna. Trots det begränsade utbredningsområdet anses beståndet vara livskraftigt.

## Utseende och läte
Borneostubbstjärten är en mycket liten (9,5–10 cm) långbent marklevande tätting med som namnet avslöjar mycket kort stjärt. Ovansidan är brun med långt beigebrunt ögonbrynsstreck och lika långt och brett ögonstreck. Den är orangebeige på kinder och örontäckare, och runt ögat syns en gul ögonring. Undersidan är mestadels vit, med svartaktig anstrykning på bröst och flanker. Ögat är mörkt, näbben mörkt hornfärgad och benen skära. Det vanligaste lätet är ett långt, ljust och nästan ohörbart gnissel bestående av två korta toner följt av en längre: "tzi-tzi-tzeeee".

## Utbredning och systematik
Fågeln återfinns i bergstrakter på norra Borneo (Kinabalu till Liang Kubung), men har även nyligen påträffats på sydöstra Borneo i Meratusbergen. Den behandlas som monotypisk, det vill säga att den inte delas in i några underarter.

### Familjetillhörighet
Borneostubbstjärt placerades tidigare i den stora familjen sångare (Sylviidae). DNA-studier har dock visat att arterna i familjen inte är varandras närmaste släktingar och har därför delats upp i ett antal mindre familjer. Borneostubbstjärt med släktingar förs idag till familjen cettisångare (Cettiidae eller Scotocercidae) som är nära släkt med den likaledes utbrytna familjen lövsångare (Phylloscopidae) men också med familjen stjärtmesar (Aegithalidae). Även de två afrikanska hyliorna, numera urskilda i egna familjen Hyliidae, anses höra till gruppen.

## Levnadssätt
Borneostubbstjärten hittas i undervegetation och på marken i bergsbelägna skogar på mellan 800 och 3150 meters höjd. Där rör den sig muslikt på jakt efter ryggradslösa djur, framför allt bladlöss. Den kan vara rätt nyfiken och tam. Häckningsbiologin är dåligt känd med bara ett bo beskrivet, hittat lågt på en mossig bank.

## Status
Borneostubbstjärten har ett rätt begränsat utbredningsområde, men beståndet verkar stabilt. Internationella naturvårdsunionen IUCN anser inte att den är hotat och kategoriserar arten som livskraftig. Världspopulationen har inte uppskattats, men den beskrivs som vanlig ovan 2000 meters höjd.

## Namn
Fågelns vetenskapliga artnamn hedrar brittiska upptäcktsresande John Whitehead (1860-1899).